# Linia kolejowa nr 974
Linia kolejowa nr 974 – jednotorowa, niezelektryfikowana linia kolejowa znaczenia miejscowego, łącząca dawny posterunek odgałęźny Rakowice Żwirownia z bocznicą szlakową Rakowice Żwirownia ZKSM.
Linia umożliwia przewóz surowców mineralnych z bocznicy w stronę Zebrzydowej.